# PRL-8-53
PRL-8-53是一种促智的苯乙胺衍生物，已被证明为一种可用于人体的增强记忆的药物。最早是由克雷顿大学的医学化学教授Nikolaus Hansl于20世纪70年代合成。

## 促智作用
PRL-8-53并非是用于治疗疾病的药物，尽管有人称其对于健康人有促智作用。
然而，迄今为止，PRL-8-53唯一一次人体试验是在47名健康志愿者中，所进行的一次双盲试验。该试验探讨了PRL-8-53对志愿者的各种认知任务产生的影响。与各自服用安慰剂后得分相比，各组受试者在记忆力方面的总体改善程度有所不同。在研究中，于研究任务开始前2-2.5小时口服5 mg药物。
得分较差的受试者（记6个单词或更少）的记忆力提高了87.5%-105%，得分较好的受试者（记8个单词或更多）的记忆力提高了7.9%-14%，并不具有统计学上的意义。小于30岁的年龄较大的受试者的记忆力平均提高了108-152%。研究人员指出，这或是天花板效应所产生的结果。因为即使服用安慰剂，许多受试者在回忆测试中的得分也接近100%。整个试验过程中没有出现任何副作用。

## 作用机制
PRL-8-53的确切作用机制尚未明确。观察发现，剂量高达200 mg/kg的PRL-8-53不具有兴奋剂特性，剂量为20 mg/kg时的PRL-8-53不会增强右旋安非他命对大鼠的作用。PRL-8-53或许具有胆碱能特性，能增强多巴胺的作用，同时部分抑制血清素。PRL-8-53可逆转利血平带来的紧张与瘫痪感。

## 毒性
PRL-8-53毒性较低，口服给药的小鼠之LD50是为860 mg/kg，治疗指数较高。剂量超过 8 mg/kg会对犬产生短暂的降血压作用。高剂量会抑制大鼠和小鼠的运动活性，小鼠运动活性降低50%的ED50为160 mg/kg。PRL-8-53具有解痉作用。